# Jordaanse voetbalbond
De Jordaanse voetbalbond of Jordan Football Association (JFA) is de voetbalbond van Jordanië.
De voetbalbond werd opgericht in 1949 en is sinds 1975 lid van de Aziatisch voetbalbond (AFC) en sinds 2015 lid van de West-Aziatische voetbalbond (WAFF). In 1956 werd de bond lid van de FIFA. Het hoofdkantoor staat in Amman. De voetbalbond is verantwoordelijk voor het Jordaans voetbalelftal en voor de Jordaanse Pro League, de hoogste Jordaanse voetbalcompetitie.

## President
In oktober 2021 was de president prins Ali van Jordanië.